# Meineringhausen
Meineringhausen ist nach der Kernstadt der nach Einwohnerzahl größte Stadtteil der Kreisstadt Korbach im nordhessischen Landkreis Waldeck-Frankenberg.

## Geographische Lage

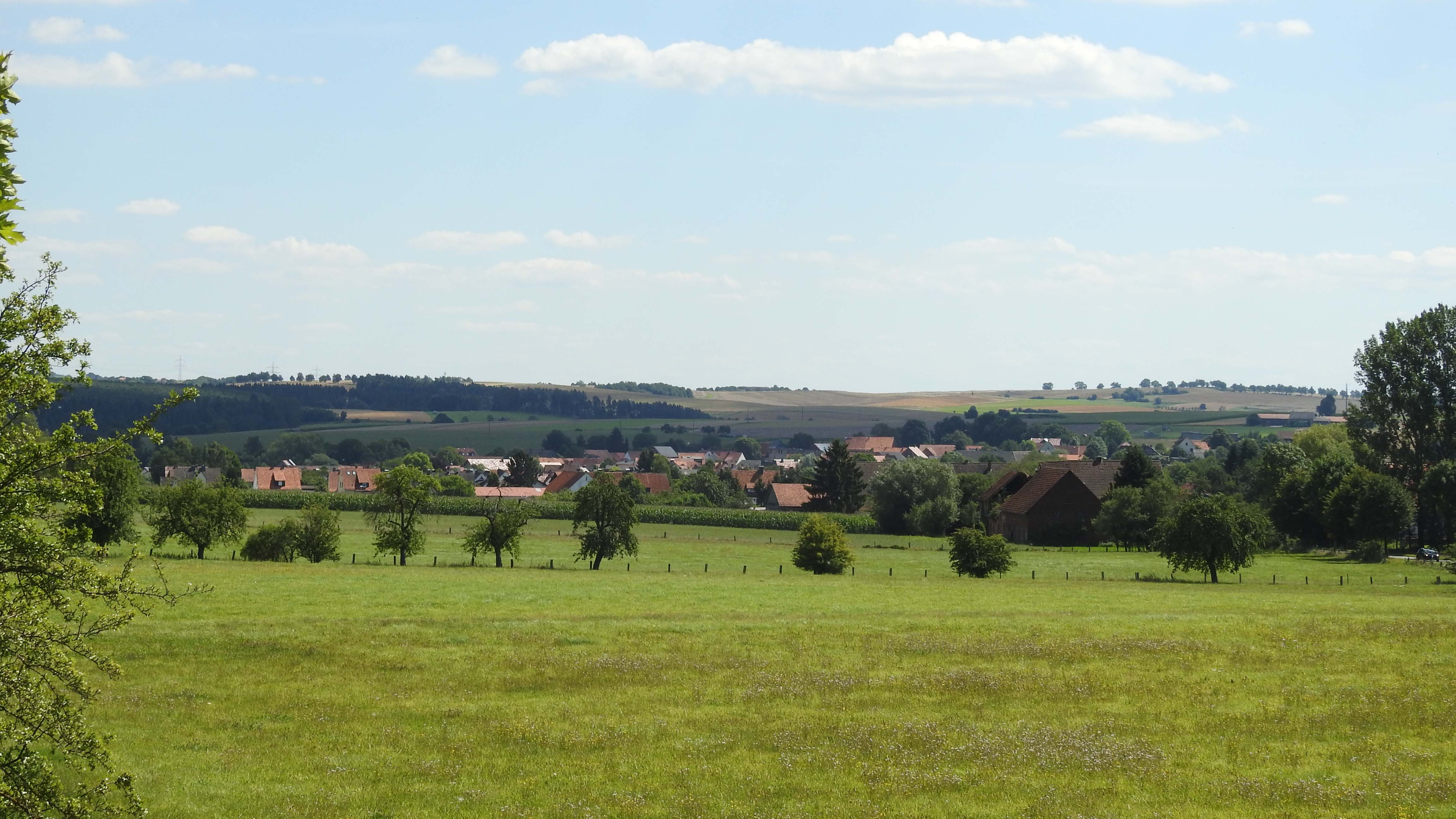
Meineringhausen von Westen

Meineringhausen liegt auf der Waldecker Tafel rund 5 km ostsüdöstlich des Zentrums der Korbacher Kernstadt. Hindurch fließt die Walme, die nach Osten zur Werbe entwässert, die wiederum nach Südsüdosten zum Edersee fließt. Durch das 323 m ü. NN hoch gelegene Dorf führt die Bundesstraße 251 zwischen Korbach und Sachsenhausen und nördlich vorbei verläuft der Ederseebahn-Radweg (auf der Trasse der einstigen Ederseebahn).

## Geschichte
Überblick
Der Ort entstand vermutlich schon im 10./11. Jahrhundert: um 1070 hatte die Abtei Corvey Höfe im Ort. Der Ort wird danach erst wieder 1240 in einer Urkunde des Klosters Oberwerbe erwähnt, als der Ritter „Volpertus de Menerinchusen“ dem Kloster für 16 Mark den Zehnt aus der heute nicht mehr bestehenden Siedlung „Reinbrahtinhusen“ abtrat. Im gleichen Jahr wird ein Herrenhaus mit hochliegendem Keller erwähnt; als Erbauer wird ein Cesarius de Menerinchusen vermutet.
Von 1722 bis 1788 war die Niedere Gerichtsbarkeit im Dorf von den Grafen von Waldeck an die Herren Gaugrebe vergeben, die Lehnsinhaber des örtlichen Adelshofs mit der Burg Meineringhausen.
Am 1. Juli 1970 wurde die bis dahin selbständige Gemeinde Meineringhausen im Zuge der Gebietsreform in Hessen auf freiwilliger Basis als Stadtteil in die Kreisstadt Korbach eingegliedert. Die Gemeinde Meineringhausen hatte eine Gemarkungsfläche von 11,63 km². Für Meineringhausen, wie für alle eingegliederten ehemals eigenständigen Gemeinden von Korbach, wurden Ortsbezirke mit Ortsbeirat und Ortsvorsteher nach der Hessischen Gemeindeordnung gebildet.
Verwaltungsgeschichte
Die folgende Liste zeigt im Überblick die Staaten und Verwaltungseinheiten, denen Meineringhausen angehörte:
- um 1490: Heiliges Römisches Reich, Grafschaft Waldeck, Amt Eisenberg
- 1537 und später: Heiliges Römisches Reich, Grafschaft Waldeck, Amt Landau
- ab 1712: Heiliges Römisches Reich, Fürstentum Waldeck, Amt Landau
- ab 1806: Fürstentum Waldeck, Amt Landau
- ab 1814: Fürstentum Waldeck-Pyrmont, Oberamt der Diemel (Sitz in Arolsen)
- ab 1815: Fürstentum Waldeck, Oberamt der Werbe (Sitz in Sachsenhausen)
- ab 1850: Fürstentum Waldeck-Pyrmont (ab 1848), Kreis des Eisenbergs
- ab 1867: Fürstentum Waldeck-Pyrmont (Akzessionsvertrag mit Preußen), Kreis des Eisenbergs
- ab 1871: Deutsches Reich, Fürstentum Waldeck-Pyrmont, Kreis des Eisenbergs
- ab 1919: Deutsches Reich, Freistaat Waldeck, Kreis des Eisenbergs
- ab 1929: Deutsches Reich, Freistaat Preußen, Provinz Hessen-Nassau, Regierungsbezirk Kassel, Kreis des Eisenbergs
- ab 1942: Deutsches Reich, Freistaat Preußen, Provinz Hessen-Nassau, Regierungsbezirk Kassel, Landkreis Waldeck
- ab 1944: Deutsches Reich, Freistaat Preußen, Provinz Kurhessen, Landkreis Waldeck
- ab 1945: Deutsches Reich, Amerikanische Besatzungszone, Groß-Hessen, Regierungsbezirk Kassel, Landkreis Waldeck
- ab 1946: Deutsches Reich, Amerikanische Besatzungszone, Hessen, Regierungsbezirk Kassel, Landkreis Waldeck
- ab 1949: Bundesrepublik Deutschland, Hessen, Regierungsbezirk Kassel, Landkreis Waldeck
- ab 1970: Bundesrepublik Deutschland, Hessen, Regierungsbezirk Kassel, Landkreis Waldeck, Stadt Korbach
- ab 1974: Bundesrepublik Deutschland, Hessen, Regierungsbezirk Kassel, Landkreis Waldeck-Frankenberg, Stadt Korbach

## Einwohnerentwicklung
| Quelle: Historisches Ortslexikon |                          |
| • 1738:                          | 50 Häuser                |
| • 1770:                          | 53 Häuser, 337 Einwohner |

| Meineringhausen: Einwohnerzahlen von 1770 bis 2015 | Meineringhausen: Einwohnerzahlen von 1770 bis 2015 | Meineringhausen: Einwohnerzahlen von 1770 bis 2015 | Meineringhausen: Einwohnerzahlen von 1770 bis 2015 | Meineringhausen: Einwohnerzahlen von 1770 bis 2015 |
| --- | -------------------------------------------------- | -------------------------------------------------- | -------------------------------------------------- | -------------------------------------------------- |
| Jahr |                                                    |                                                    |                                                    | Einwohner                                          |
| 1770 | 1770                                               |                                                    | 337                                                | 337                                                |
| 1800 | 1800                                               |                                                    | ?                                                  | ?                                                  |
| 1834 | 1834                                               |                                                    | 450                                                | 450                                                |
| 1840 | 1840                                               |                                                    | 486                                                | 486                                                |
| 1846 | 1846                                               |                                                    | 504                                                | 504                                                |
| 1852 | 1852                                               |                                                    | 451                                                | 451                                                |
| 1858 | 1858                                               |                                                    | 472                                                | 472                                                |
| 1864 | 1864                                               |                                                    | 507                                                | 507                                                |
| 1871 | 1871                                               |                                                    | 525                                                | 525                                                |
| 1875 | 1875                                               |                                                    | 518                                                | 518                                                |
| 1885 | 1885                                               |                                                    | 502                                                | 502                                                |
| 1895 | 1895                                               |                                                    | 446                                                | 446                                                |
| 1905 | 1905                                               |                                                    | 468                                                | 468                                                |
| 1910 | 1910                                               |                                                    | 547                                                | 547                                                |
| 1925 | 1925                                               |                                                    | 543                                                | 543                                                |
| 1939 | 1939                                               |                                                    | 573                                                | 573                                                |
| 1946 | 1946                                               |                                                    | 894                                                | 894                                                |
| 1950 | 1950                                               |                                                    | 916                                                | 916                                                |
| 1956 | 1956                                               |                                                    | 766                                                | 766                                                |
| 1961 | 1961                                               |                                                    | 763                                                | 763                                                |
| 1967 | 1967                                               |                                                    | 760                                                | 760                                                |
| 1971 | 1971                                               |                                                    | 796                                                | 796                                                |
| 1980 | 1980                                               |                                                    | 833                                                | 833                                                |
| 1990 | 1990                                               |                                                    | 804                                                | 804                                                |
| 1995 | 1995                                               |                                                    | 865                                                | 865                                                |
| 2000 | 2000                                               |                                                    | 922                                                | 922                                                |
| 2004 | 2004                                               |                                                    | 1.000                                              | 1.000                                              |
| 2010 | 2010                                               |                                                    | 973                                                | 973                                                |
| 2011 | 2011                                               |                                                    | 963                                                | 963                                                |
| 2015 | 2015                                               |                                                    | 951                                                | 951                                                |
| Datenquelle: Historisches Gemeindeverzeichnis für Hessen: Die Bevölkerung der Gemeinden 1834 bis 1967. Wiesbaden: Hessisches Statistisches Landesamt, 1968. Weitere Quellen: LAGIS; Stadt Korbach; Zensus 2011 |                                                    |                                                    |                                                    |                                                    |

## Religion

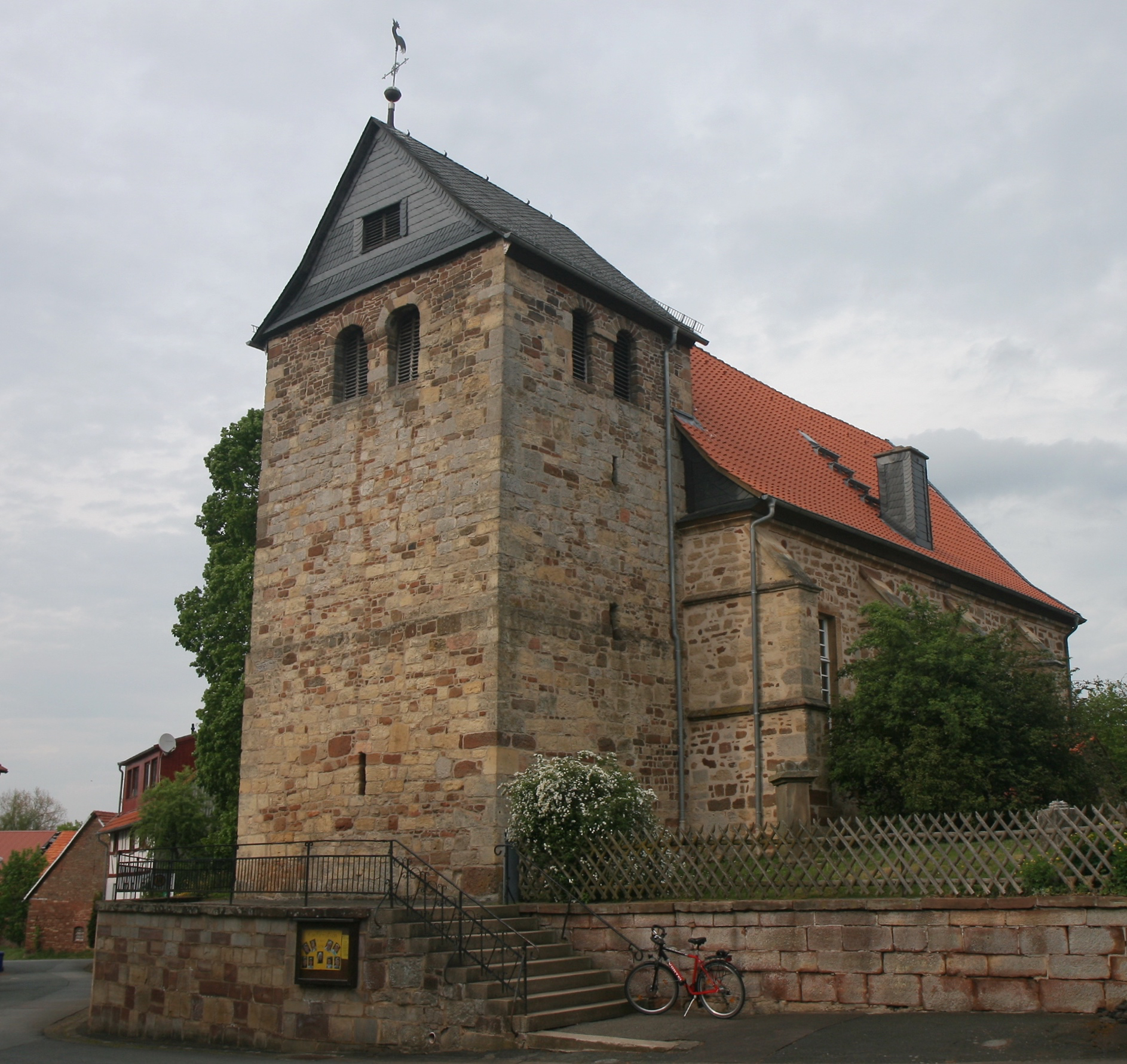
Kirche Meineringhausen

Um das Jahr 1400 ist in Meineringhausen eine Pfarrei belegt.
Die Grafschaft Waldeck führte ab 1526 in ihrem Gebiet die Reformation ein.
Der erste nachweisbarer evangelische Pfarrer war Conrad Haucken, der vor 1563 in Meineringhausen wirkte.
Seit 1571 ist das Dorf Strothe eine Filiale der Pfarrei Meineringhausen und
seit 2018 bilden die Kirchengemeinden Meineringhausen und Strothe gemeinsam mit Höringhausen einen Gesamtverband.
Im Jahr 1885 waren alle 446 Einwohnern in Meineringhausen evangelisch und im Jahr 1961 wurden 687 evangelische (90 %) und 68 katholische (8,9 %) Christen gezählt.
Kirche
Eine „ecclesie parochialis“ in Meineringhausen wurde in der Zeit von 1336 bis 1359 erstmals schriftlich erwähnt, aber ein Kirchenbau bestand vermutlich bereits seit dem 10./11. Jahrhundert. Um die Mitte des 18. Jahrhunderts wurde die heutige Kirche unter Verwendung älterer Teile errichtet. Die Grundsteinlegung zu diesem Neubau wird auf den 18. Juni 1745 datiert, und nach einer über der Kirchentür in Stein gehauenen Inschrift wurde die Kirche 1755 (MDCCLV) vollendet. Das Kirchenschiff hat das Erscheinungsbild einer barocken Saalkirche. Älter als das Kirchenschiff ist der ins 17. Jahrhundert datierte, 15,5 m hohen Kirchturm. Der Altar wurde von dem Barockbildhauer und Bildschnitzer Josias Wolrat Brützel geschaffen, vermutlich in der Zeit zwischen 1679 und 1690. Die Orgel wurde 1846 von dem Orgelbaumeister Jacob Vogt aus Korbach gebaut.

## Persönlichkeiten
- Ferdinand Großkurth (1802–1877), deutscher Gutspächter und Politiker, in Meineringhausen geboren.
- Wilhelm Großkurth (1808–1875), waldeckischer Landtagspräsident,  in Meineringhausen geboren.